# Chakhe

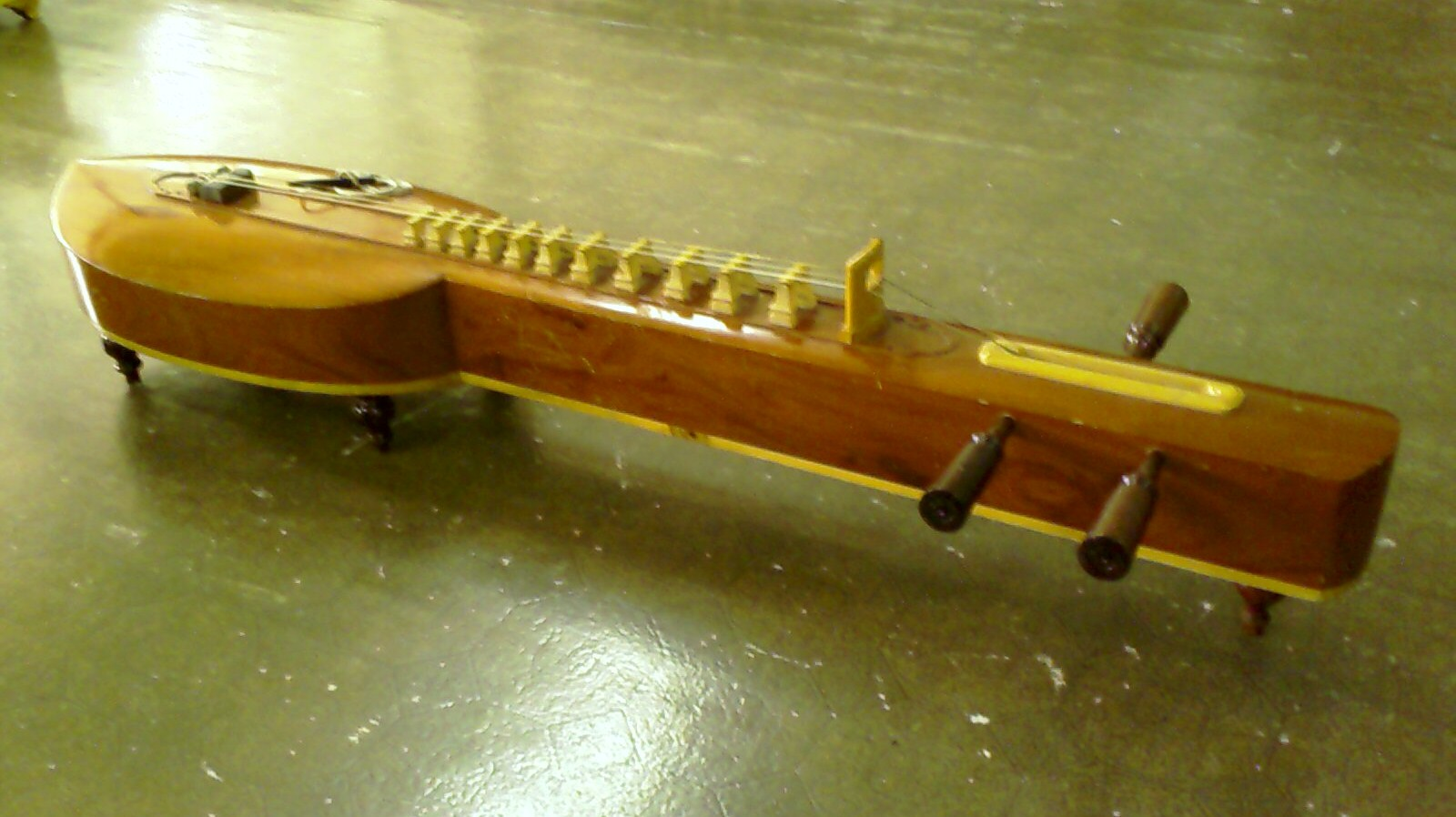
Eine thailändische chakhe

Chakhe (thailändisch จะเข้, Aussprache: [t͡ɕāʔkʰêː], auch jakhe oder ja-khe geschrieben) oder krapeu (Khmer ក្រពើ; auch takhe, តាខេ, takhe, takkhe or charakhe genannt) ist eine Zither, die in der traditionellen Musik Thailands und der Musik Kambodschas Verwendung findet. Die chakhe hat drei Saiten, die mit einem Plektrum gezupft werden, und ein Griffbrett mit Bünden. Die Form erinnert an ein stark abstrahiertes Krokodil, wovon sich die Namen des Instruments ableiten. Das thailändische und das kambodschanische Instrument sind nahezu identisch.
Die chakhe ist ungefähr 20 cm hoch und 130–132 cm lang, ihr Resonanzkörper und der meist angesetzte Hals bestehen aus Hartholz. Instrumentenkundlich ergibt sich eine Kombination aus Kastenzither und Lauteninstrument. Letztere Klassifizierung wird durch die mutmaßliche Herkunft von den thailändischen Langhalslauten phin oder der nordindischen Streichlaute mayuri vina bestärkt. Der „Kopfteil“ ist 52 cm lang, 28 cm breit und 9–12 cm tief; der „Schwanz“ ist 81 cm lang und 11,5 cm breit. Es hat elf (Thailand) bzw. zwölf (Kambodscha) Bünde aus Bein, Bambus, Elfenbein oder Holz deren Höhe zwischen 2 und 3,5 cm abgestuft ist und die mit Wachs oder Leim am Griffbrett befestigt sind. Die beiden höheren Saiten bestehen aus Seidengarn, Catgut oder Nylon, die tiefste ist aus Metall. Die Saiten werden auf die Töne C–G–c gestimmt. Das Instrument steht üblicherweise auf drei oder fünf Füßen. Der Spieler sitzt neben dem Instrument, mit der linken Hand wird gegriffen. Zum Zupfen hält der Spieler mit Daumen und Zeigefinger der rechten Hand ein 5 bis 6 cm langes kegelförmiges Plektrum aus Bein, Elfenbein oder Wasserbüffelhorn.

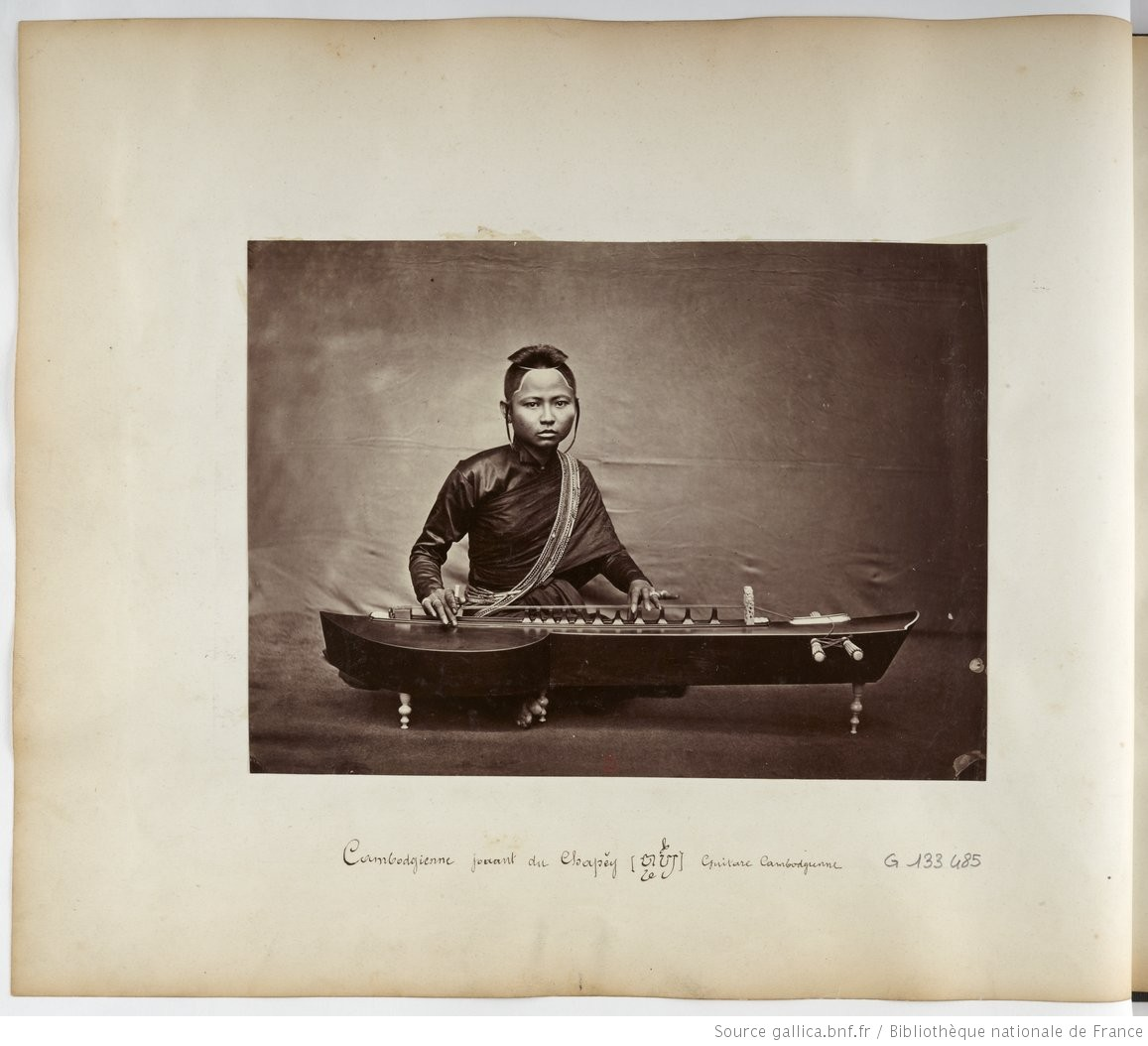
Porträt einer Krapeu-Spielerin im kambodschanischen Königspalast, 1880.

In der thailändischen Musiktradition ist die chakhe seit dem 14. Jahrhundert (frühe Ayutthaya-Periode) nachweisbar. Es ist Bestandteil eines Mahori-Ensembles; in der Musik der Khmer gehört die krapeu zum vergleichbaren Mohori. Unter den klassischen Instrumenten der Khmer ist die takhe vermutlich die jüngste Hinzufügung. Es wurde mutmaßlich aus Thailand übernommen.
Der Name chakhe ist vom thailändischen Wort chorakhe (จระเข้) abgeleitet, das „Krokodil“ bedeutet. Das Wort krapeu bedeutet in der Khmer-Sprache ebenfalls „Krokodil“.
Chakhe und krapeu sind mit der Röhrenzither mi gyaung (kyam) der Mon im Süden Myanmars verwandt, die jedoch die realistischere Tiergestalt eines Krokodils aufweist und nicht bloß dessen abstrahierte Form. Eine weitere Beziehung besteht zu den ostasiatischen Wölbbrettzithern (vgl. wagon) und zu der bootsförmigen javanischen Zither kacapi, die am Boden sitzend gespielt wird.